# Зографос
Зогра́фос (греч. Ζωγράφος) — город и община (дим) в периферийной единице Центральные Афины в периферии Аттика в Греции. Назван в честь греческого политика Иоаниса Зографоса (1844—1927). Входит в восточную часть городской агломерации Афины. Находится в 4 километрах восточнее площади Омониас, центра Афин. Граничит на западе с общиной Афины в районах Амбелокипи (на севере), Гуди (на западе) и Илисия (на юге), на севере — с Папагос, на востоке с Пеания, на юге с Кесариани. К востоку находится гора Имитос. В Зографос находится кампусы Афинского университета и Афинского политехнического университета, а также музей Марики Котопули, открытый в 1990 году. Население — 71 026 жителей по переписи 2011 года. Площадь общины — 8,517 км². Плотность — 8339,32 человека на квадратный километр. Димархом на местных выборах в 2014 году избрана Тина Кафацаки-Влаху (Τίνα Καφατσάκη – Βλάχου).
В 1902 году Иоанис Зографос приобретает участок 125 гектаров в районах Гуди и Купония (ныне Ано-Илисия) у семьи Вурназос. Он разделил его на участки и продал в рассрочку под застройку. В 1929 году было построено 100 домов, заложена церковь святого Ферапонта и создано сообщество Зографос, которое выделилось из общины Афины. В 1947 году оно признано как община (дим). Первым димархом стал Сотириос Зографос, сын Иоаниса Зографоса. В общину вошли часть района Гуди и в 1935 году Ано-Илисия — часть района Илисия.

## Население
| Год  | Население, человек |
| ---- | ------------------ |
| 1991 | 82 615             |
| 2001 | 81 435             |
| 2011 | ↘ 71 026           |

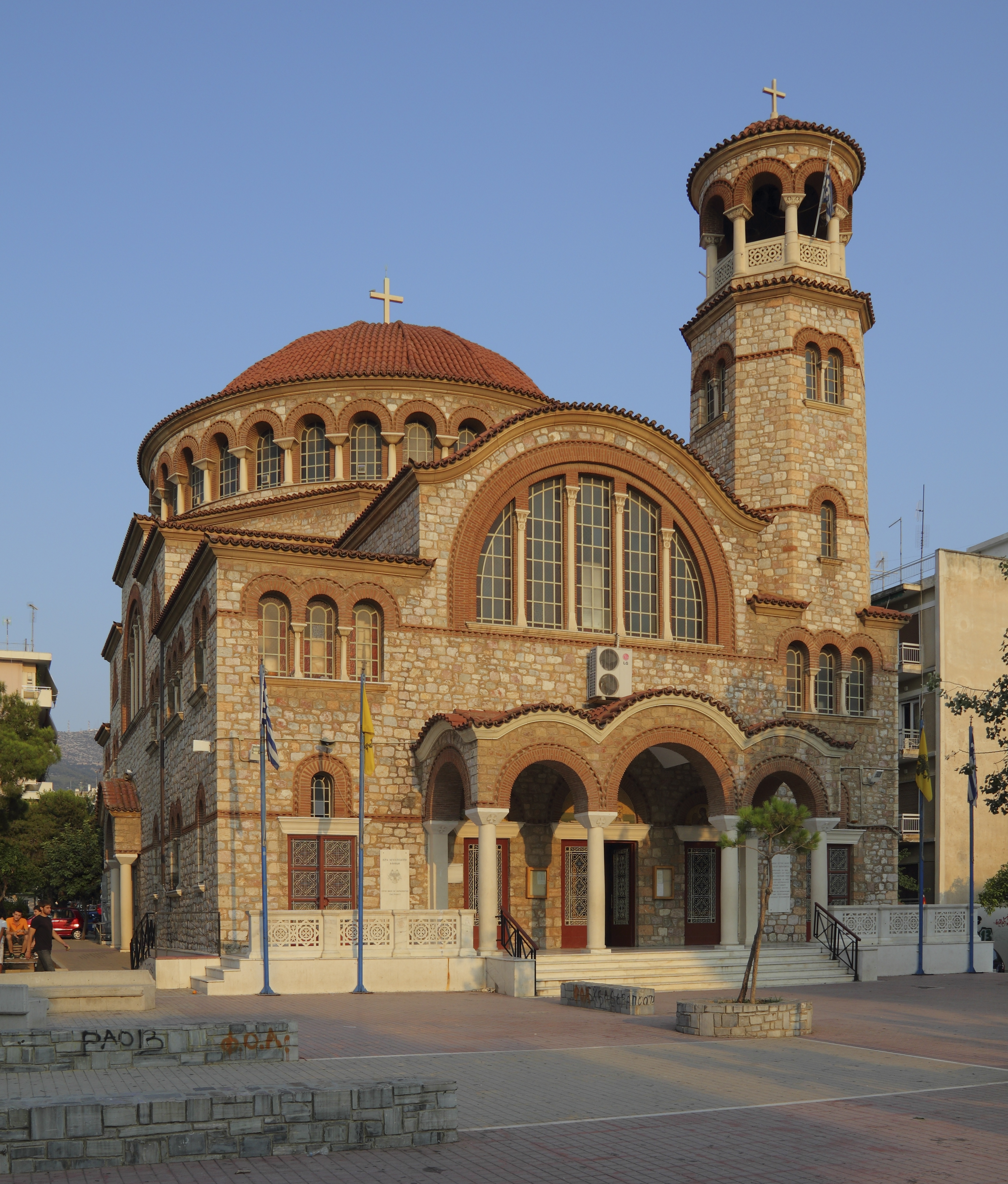
Церковь святого Ферапонта[греч.]
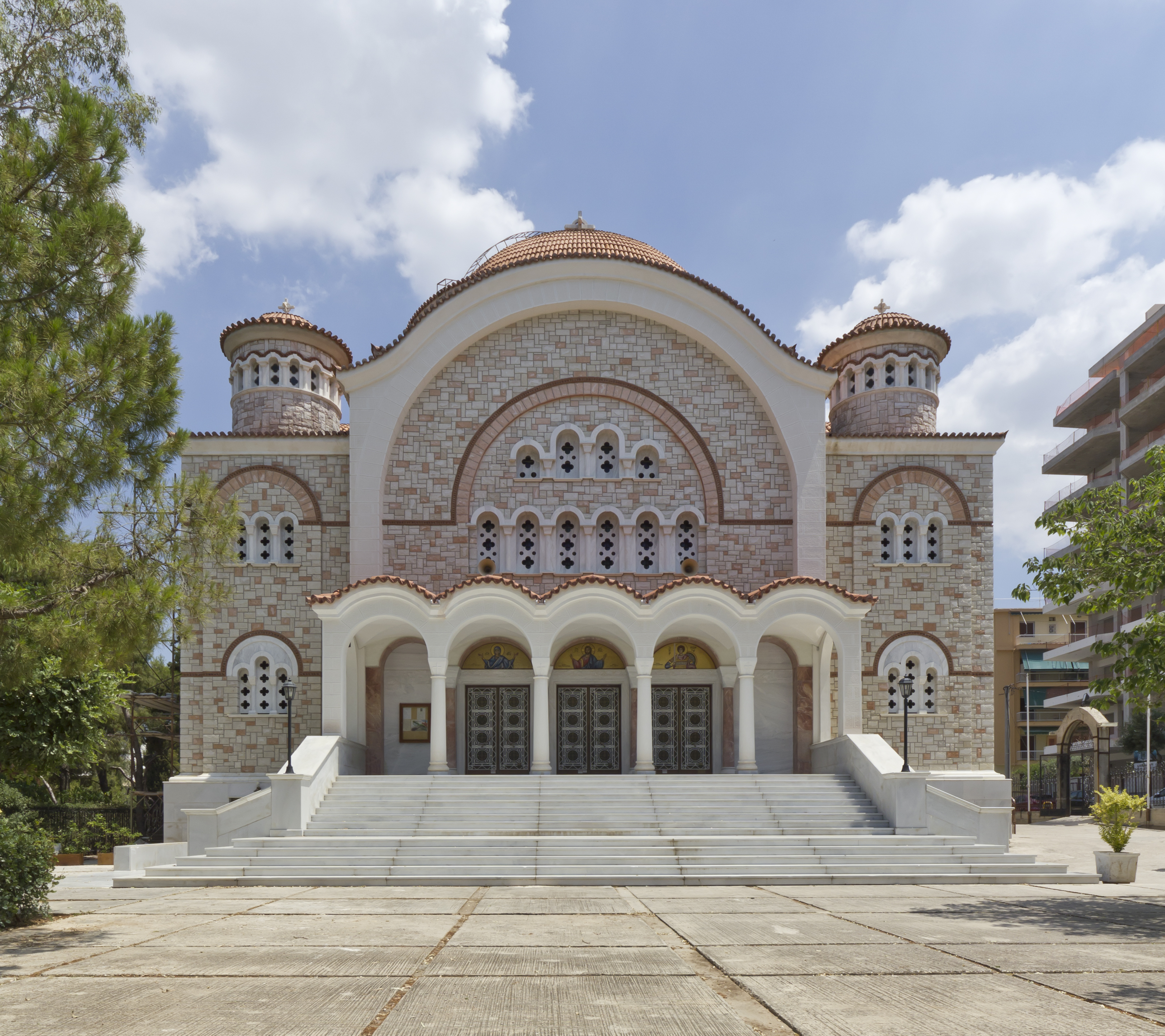
Церковь святого Георгия
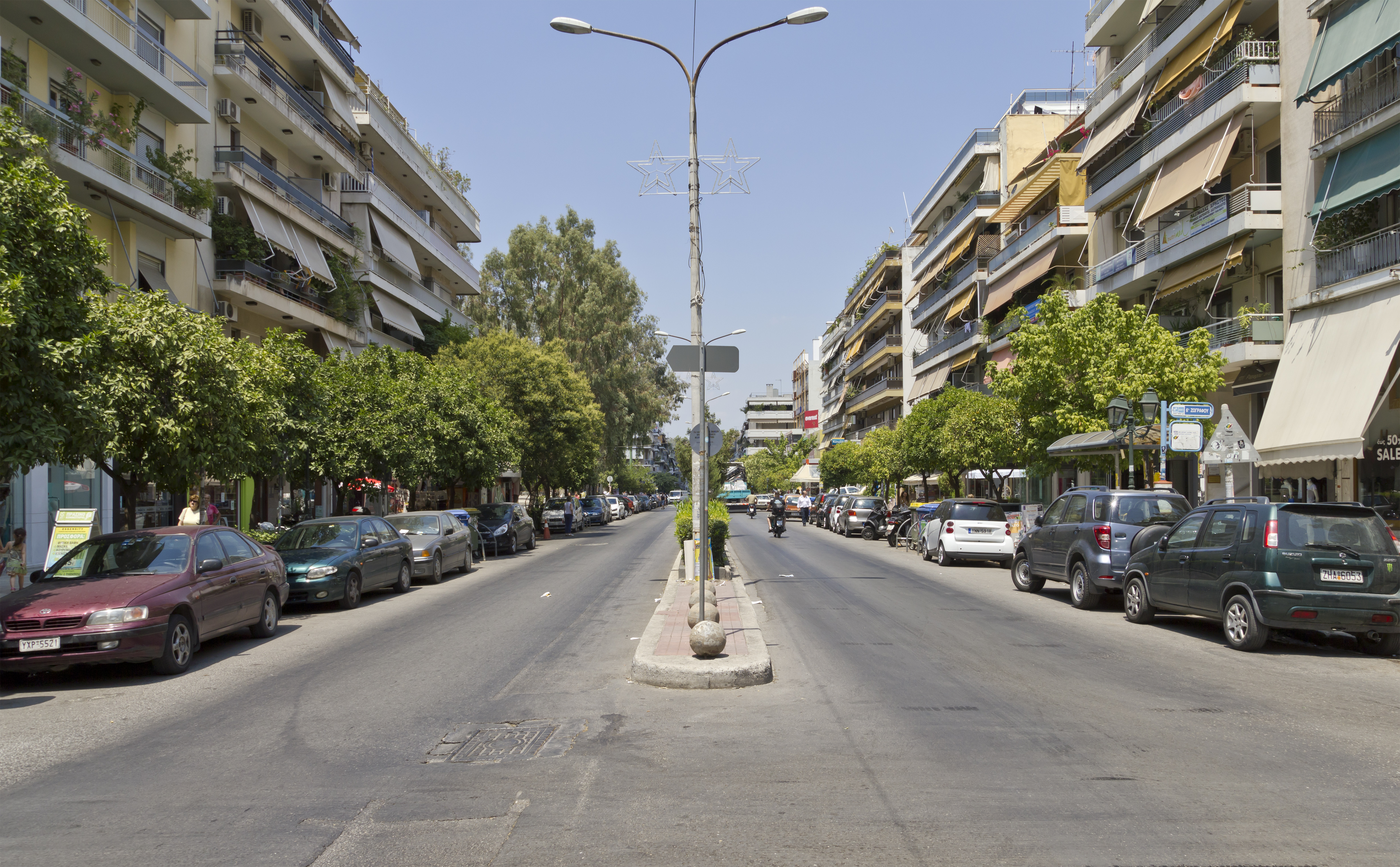
Проспект Папагу
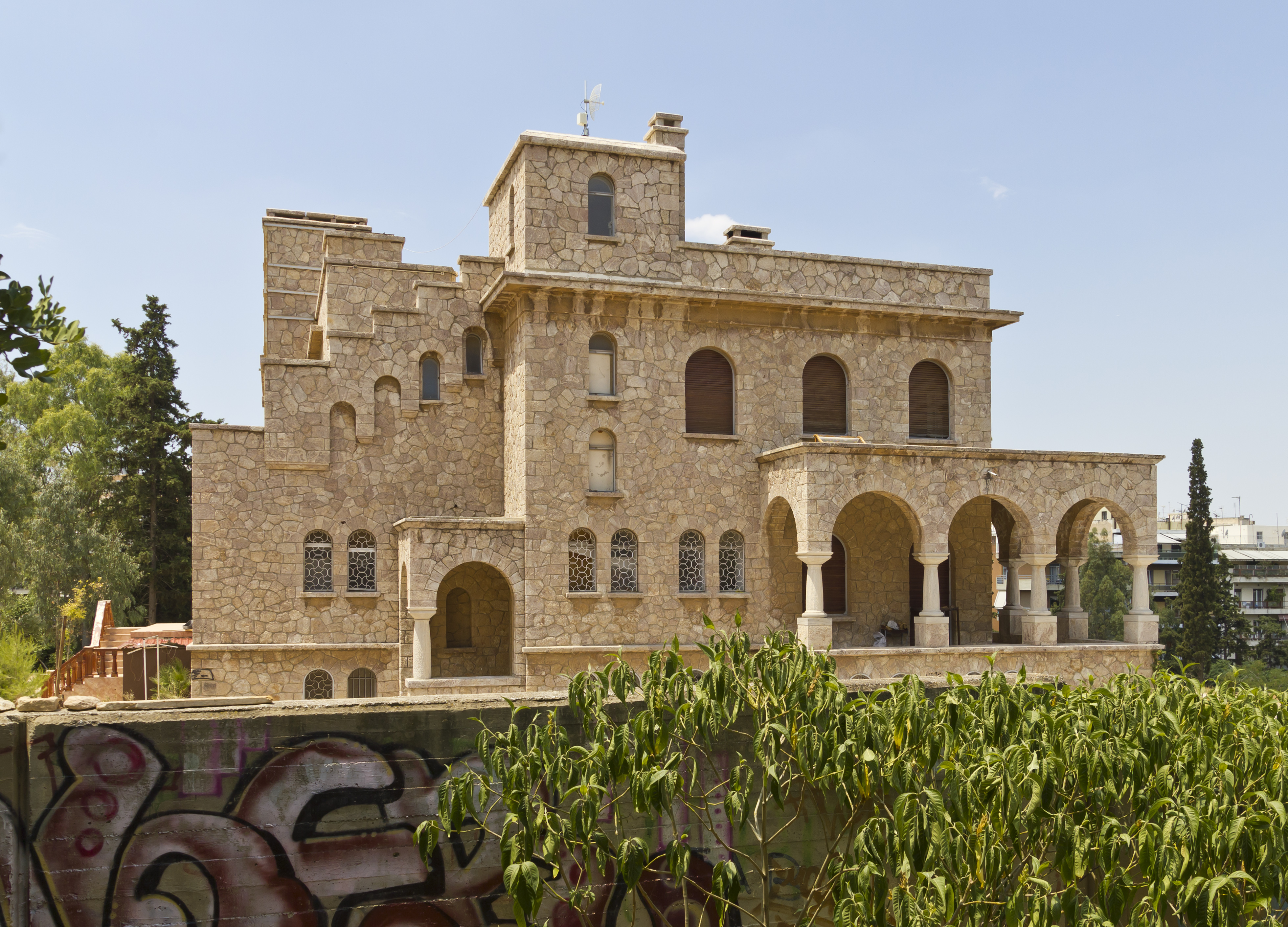
Вилла Зографос